# Армия Национальной гвардии США
Армия Национальной гвардии (англ. Army National Guard, ARNG) или сухопутные войска Национальной гвардии США — вид войск Национальной гвардии США, действующего резерва ВС США.
Сухопутные (армейские) формирования Национальной гвардии США существуют в каждом штате (государстве) и на территориях США, не являющихся штатами. Она имеет двойное подчинение: правительству штата (государства) и федеральному центру, то есть правительству федерации.

## История
Сухопутные войска Национальной гвардии США берут своё начало со времён английских американских колоний, а точнее с 1636 года. Официальное учреждение сухопутных войск НГ США произошло в 1903 году после подписания акта Дика (Dick Act) о реорганизации милиции после испано-американской войны.
В ходе Первой мировой войны Национальная гвардия обеспечила около 40 % солдат сухопутных войск вооружённых сил США. Количество личного состава гвардии удвоилось к 1940 году и во Вторую мировую войну обеспечило СВ США девятнадцатью пехотными дивизиями. Нацгвардейцы одними из первых развернулись за границей и первыми вступили в бой.

## Список формирований
Список формирований Армии Национальной гвардии, включающий бригадные и дивизионные формирования подвергающиеся трансформации в соответствии с реорганизацией Армии США, места дислокации.

### Командования
- 46-е командование военной полиции (46th Military Police Command) (Мичиган)
- 135-е командование поддержки (экспедиционное) (135th Sustainment Command (Expeditionary)) (Алабама)
- 167-е командование поддержки (Алабама)
- 184-е командование поддержки (экспедиционное) (Миссисипи)
- 263-е командование противовоздушной и противоракетной обороны (263rd Army Air and Missile Defense Command) (Южная Каролина)

### Дивизии
- 28-я пехотная дивизия (Армия Национальной гвардии штата Пенсильвания)
  - 2-я пехотная бригада (Пенсильвания)
  - 56-я механизированная бригада (Пенсильвания)
  - Экспедиционная бригада армейской авиации (Пенсильвания)
- 29-я пехотная дивизия (Виргиния)
  - 48-я пехотная бригада (Джорджия)
  - 53-я пехотная бригада (Флорида)
  - 116-я пехотная бригада (Виргиния)
  - 142-я артиллерийская бригада (Арканзас)
  - Бригада армейской авиации (Мэриленд)
- 34-я пехотная дивизия (Миннесота)
  - 1-я бронетанковая бригада 34-й пехотной дивизии (Миннесота)
  - 30-я бронетанковая бригада (Северная Каролина)
  - 116-я кавалерийская бригада (Айдахо)
  - 2-я пехотная бригада 34-й пехотной дивизии (Айова)
  - Бригада армейской авиации (Миннесота)
- 35-я пехотная дивизия (Канзас)
  - 39-я пехотная бригада (Арканзас)
  - 45-я пехотная бригада (Оклахома)
  - 72-я пехотная бригада (Техас)
  - 256-я пехотная бригада (Луизиана)
  - Бригада армейской авиации (Миссури)
- 36-я пехотная дивизия (Техас)[2]
  - 56-я пехотная бригада (Техас)
  - 81-я механизированная бригада (Вашингтон)
  - 155-я бронетанковая бригада (Миссисипи)
  - 278-й бронекавалерийский полк (Теннесси)
  - Бригада армейской авиации (Техас)
  - 136-я бригада повышения манёвренности (Техас)
- 38-я пехотная дивизия (Индиана)
  - 33-я пехотная бригада (Иллинойс)
  - 37-я пехотная бригада (Огайо)
  - 76-я пехотная бригада (Индиана)
  - Бригада армейской авиации (Индиана)
- 40-я пехотная дивизия (Калифорния)
  - 29-я пехотная бригада (Гавайи)
  - 41-я пехотная бригада (Орегон)
  - 79-я пехотная бригада (Калифорния)
  - Бригада армейской авиации (Калифорния)
- 42-я пехотная дивизия (Нью-Йорк)
  - 27-я пехотная бригада (Нью-Йорк)
  - 44-я пехотная бригада (Нью-Джерси)
  - 86-я пехотная бригада (Вермонт)
  - 197-я артиллерийская бригада (Нью-Гэмпшир)
  - Бригада армейской авиации (Нью-Йорк)
  - 26-я бригада повышения манёвренности (Массачусетс)

### Бригады повышения манёвренности
- 26-я бригада повышения манёвренности (англ. Maneuver Enhancement Brigades) (Массачусетс)
- 55-я бригада повышения манёвренности (Пенсильвания)
- 67-я бригада повышения манёвренности (Линкольн, Небраска)
- 110-я бригада повышения манёвренности (Миссури)
- 111-я бригада повышения манёвренности (Нью-Мехико)
- 130-я бригада повышения манёвренности (Северная Каролина)
- 136-я бригада повышения манёвренности (Техас)
- 141-я бригада повышения манёвренности (Северная Дакота)
- 149-я бригада повышения манёвренности (Кентукки)
- 157-я бригада повышения манёвренности (Висконсин)
- 158-я бригада повышения манёвренности (Аризона)
- 196-я бригада повышения манёвренности (Южная Дакота)
- 204-я бригада повышения манёвренности (Юта)
- 218-я бригада повышения манёвренности (Южная Каролина)
- 226-я бригада повышения манёвренности (Алабама)
- 404-я бригада повышения манёвренности (Иллинойс)
- 648-я бригада повышения манёвренности (Джорджия)

### Экспедиционные бригады военной разведки
- 58-я экспедиционная бригада военной разведки (англ. Expeditionary Military Intelligence Brigade) (Мэриленд)
- 71-я экспедиционная бригада военной разведки (Техас)

### Бригады поддержки
- 17-я бригада поддержки (англ. Sustainment Brigade) (Невада)
- 36-я бригада поддержки (Техас)
- 38-я бригада поддержки (Индиана)
- 108-я бригада поддержки (Иллинойс)
- 111-я бригада поддержки (Нью-Мексико)
- 113-я бригада поддержки (Северная Каролина)
- 224-я бригада поддержки (Калифорния)
- 230-я бригада поддержки (Теннесси)
- 369-я бригада поддержки (Нью-Йорк)
- 371-я бригада поддержки (Огайо)

### Артиллерийские бригады
- 45-я артиллерийская бригада (англ. Field Artillery Brigade) (Оклахома)
- 65-я артиллерийская бригада (Юта)
- 115-я артиллерийская бригада (Вайоминг)
- 130-я артиллерийская бригада (Канзас)
- 138-я артиллерийская бригада (Кентукки)
- 142-я артиллерийская бригада (Арканзас)
- 169-я артиллерийская бригада (Колорадо)
- 197-я артиллерийская бригада (Нью-Гэмпшир)

### Инженерные бригады
- 16-я инженерная бригада (16th Engineer Brigade) (Огайо)
- 35-я инженерная бригада (Миссури)
- 111-я инженерная бригада (Западная Виргиния)
- 117-я инженерная бригада (Южная Каролина)
- 168-я инженерная бригада (Миссисипи)
- 176-я инженерная бригада (Техас)
- 194-я инженерная бригада (Теннесси)
- 219-я инженерная бригада (Индиана)
- 225-я инженерная бригада (Луизиана)

### Бригады противовоздушной обороны
- 164-я бригада ПВО (164th Air Defense Artillery Brigade) (Флорида)
- 174-я бригада ПВО (Огайо)
- 678-я бригада ПВО (Южная Каролина)

### Бригады связи
- 228-я бригада связи (228th Theater Tactical Signal Brigade) (Южная Каролина)
- 261-я бригада связи (Делавэр)

### Бригады военной полиции
- 35-я бригада военной полиции (35th Military Police Brigade) (Миссури)
- 43-я бригада военной полиции (Род-Айленд)
- 49-я бригада военной полиции (Калифорния)
- 92-я бригада военной полиции (Пуэрто-Рико)
- 142-я бригада военной полиции (Алабама)
- 177-я бригада военной полиции (Мичиган)

### Бригады армейской авиации
- 63-я бригада армейской авиации на ТВД (63rd Theater Aviation Brigade) (Кентукки)
- 77-я бригада армейской авиации (77th Combat Aviation Brigade) (Арканзас)
- 185-я бригада армейской авиации на ТВД (Миссисипи))
- 449-я бригада армейской авиации (Северная Каролина)

### Другие бригады
- 31-я химическая бригада (31st Chemical Brigade) (Алабама)
- 91-я кибер бригада (91st Cyber Brigade) (Виргиния) (организация TDA)
- 100-я бригада противоракетной обороны (100th Missile Defense Brigade) (Колорадо)

### Группы
- 19-я группа сил специального назначения (19th Special Forces Group) (Юта)
- 20-я группа сил специального назначения (Алабама)
- 111-я группа по обезвреживанию взрывоопасных боеприпасов (111th Explosive Ordnance Disposal Group) (Алабама)
- 56-я группа информационных операций (56th Theater Information Operations Group) (Вашингтон)
- 71-я группа информационных операций (Техас)
- 204-я группа авиационных операций (Theater Aviation Operations Group) (Луизиана)
- 1100-я группа авиационного технического обслуживания (1100th Theater Aviation Sustainment Maintenance Group) (Мэриленд)
- 1106-я группа авиационного технического обслуживания (Калифорния)
- 1107-я группа авиационного технического обслуживания (Миссури)
- 1108-я группа авиационного технического обслуживания (Миссисипи))
- 1109-я группа авиационного технического обслуживания (Коннектикут)
- 42-я региональная группа поддержки (42nd Regional Support Group) (Нью-Джерси)
- 50-я региональная группа поддержки (Флорида)
- 109-я региональная группа поддержки (Южная Дакота)
- 115-я региональная группа поддержки (Калифорния)
- 120-я региональная группа поддержки (Мэн)
- 139-я региональная группа поддержки (Луизиана)
- 143-я региональная группа поддержки (Коннектикут)
- 151-я региональная группа поддержки (Массачусетс)
- 191-я региональная группа поддержки (Пуэрто-Рико)
- 198-я региональная группа поддержки (Аризона)
- 201-я региональная группа поддержки (Джорджия)
- 213-я региональная группа поддержки (Пенсильвания)
- 272-я региональная группа поддержки (Мичиган)
- 297-я региональная группа поддержки (Аляска)
- 329-я региональная группа поддержки (Виргиния)
- 347-я региональная группа поддержки (Миннесота)
- 635-я региональная группа поддержки (Канзас)
- 734-я региональная группа поддержки (Айова)
- 1889-я региональная группа поддержки (Монтана)

## Партнёрство Армии и Армии Национальной гвардии
В 2016 году Армия и Армия Национальной гвардии начали инициативу по подготовке и обеспечению готовности, в рамках которой некоторые армейские бригады были объединены со штабом дивизии Национальной гвардии, а некоторые бригады Национальной гвардии — со штабом дивизии Армии, и 1-й батальон 143-го пехотного полка Национальной гвардии, присоединившийся к 173-й воздушно-десантной бригаде.
- 48-я пехотная бригада (Джорджия) ассоциирована с 3-й пехотной дивизией;
- 1-й батальон 143-го пехотного полка (Техас) ассоциирован с 173-й воздушно-десантной бригадой;
- 1-й батальон 151-го пехотного полка (Индиана) ассоциирован с 1-й бригадой 25-й пехотной дивизии;
- 840-я инженерная рота (Техас) ассоциирована с 36-й инженерной бригадой;
- 249-я транспортная рота (Техас) ассоциирована с бригадой поддержки 1-й кавалерийской дивизии;
- 1176-я транспортная рота (Теннесси) ассоциирована со 101-й бригадой поддержки (101st Sustainment Brigade);
- 1245-я транспортная рота (Оклахома) ассоциирована с бригадой поддержки 1-й кавалерийской дивизии;
- 2123-я транспортная рота (Кентукки) ассоциирована со 101-й бригадой поддержки.

Кроме того, резервные подразделения Армии США, участвующие в программе, включают:
- 100-й пехотный батальон 442-го пехотного полка ассоциированный со 2-й бригадой 25-й пехотной дивизии;
- 824-я квартирмейстерская рота ассоциирована с 82-й бригадой поддержки.

Армейские подразделения, сотрудничающие со штабом Армии Национальной гвардии, включают:
- 5-й инженерный батальон ассоциирован с 35-й инженерной бригадой (Миссури).

## Армии Национальной гвардии по штатам (государствам) и другим территориям
| Сокр. | Рез. | Штат                                         |
| AK    |      | Армия Национальной гвардии штата Аляска      |
| AL    |      | Армия Национальной гвардии штата Алабама     |
| AR    |      | Армия Национальной гвардии штата Арканзас    |
| AZ    |      | Армия Национальной гвардии штата Аризона     |
| CA    |      | Армия Национальной гвардии штата Калифорния  |
| CO    |      | Армия Национальной гвардии штата Колорадо    |
| CT    |      | Армия Национальной гвардии штата Коннектикут |
| DE    |      | Армия Национальной гвардии штата Делавэр     |
| DC    |      | Армия Национальной гвардии округа Колумбия   |
| FL    |      | Армия Национальной гвардии штата Флорида     |
| GA    |      | Армия Национальной гвардии штата Джорджия    |
| GU    |      | Армия Национальной гвардии Гуама             |
| HI    |      | Армия Национальной гвардии штата Гавайи      |
| IA    |      | Армия Национальной гвардии штата Айова       |
| ID    |      | Армия Национальной гвардии штата Айдахо      |
| IL    |      | Армия Национальной гвардии штата Иллинойс    |
| IN    |      | Армия Национальной гвардии штата Индиана     |
| KS    |      | Армия Национальной гвардии штата Канзас      |
| KY    |      | Армия Национальной гвардии штата Кентукки    |
| LA    |      | Армия Национальной гвардии штата Луизиана    |
| MA    |      | Армия Национальной гвардии штата Массачусетс |
| ME    |      | Армия Национальной гвардии штата Мэн         |
| MI    |      | Армия Национальной гвардии штата Мичиган     |
| MN    |      | Армия Национальной гвардии штата Миннесота   |
| MO    |      | Армия Национальной гвардии штата Миссури     |
| MS    |      | Армия Национальной гвардии штата Миссисипи   |
| MT    |      | Армия Национальной гвардии штата Монтана     |

| Сокр. | Рез. | Штат                                               |
| NC    |      | Армия Национальной гвардии штата Северная Каролина |
| ND    |      | Армия Национальной гвардии штата Северная Дакота   |
| NE    |      | Армия Национальной гвардии штата Небраска          |
| NV    |      | Армия Национальной гвардии штата Невада            |
| NH    |      | Армия Национальной гвардии штата Нью-Гэмпшир       |
| NJ    |      | Армия Национальной гвардии штата Нью-Джерси        |
| NM    |      | Армия Национальной гвардии штата Нью-Мехико        |
| NY    |      | Армия Национальной гвардии штата Нью-Йорк          |
| OH    |      | Армия Национальной гвардии штата Огайо             |
| OK    |      | Армия Национальной гвардии штата Оклахома          |
| OR    |      | Армия Национальной гвардии штата Орегон            |
| PA    |      | Армия Национальной гвардии штата Пенсильвания      |
| PR    |      | Армия Национальной гвардии Пуэрто-Рико             |
| RI    |      | Армия Национальной гвардии штата Род-Айленд        |
| SC    |      | Армия Национальной гвардии штата Южная Каролина    |
| SD    |      | Армия Национальной гвардии штата Южная Дакота      |
| TN    |      | Армия Национальной гвардии штата Теннесси          |
| TX    |      | Армия Национальной гвардии штата Техас             |
| UT    |      | Армия Национальной гвардии штата Юта               |
| VA    |      | Армия Национальной гвардии штата Виргиния          |
| VI    |      | Армия Национальной гвардии Виргинских островов     |
| VT    |      | Армия Национальной гвардии штата Вермонт           |
| WA    |      | Армия Национальной гвардии штата Вашингтон         |
| WI    |      | Армия Национальной гвардии штата Висконсин         |
| WV    |      | Армия Национальной гвардии штата Западная Виргиния |
| WY    |      | Армия Национальной гвардии штата Вайоминг          |